# Steven S. DeKnight

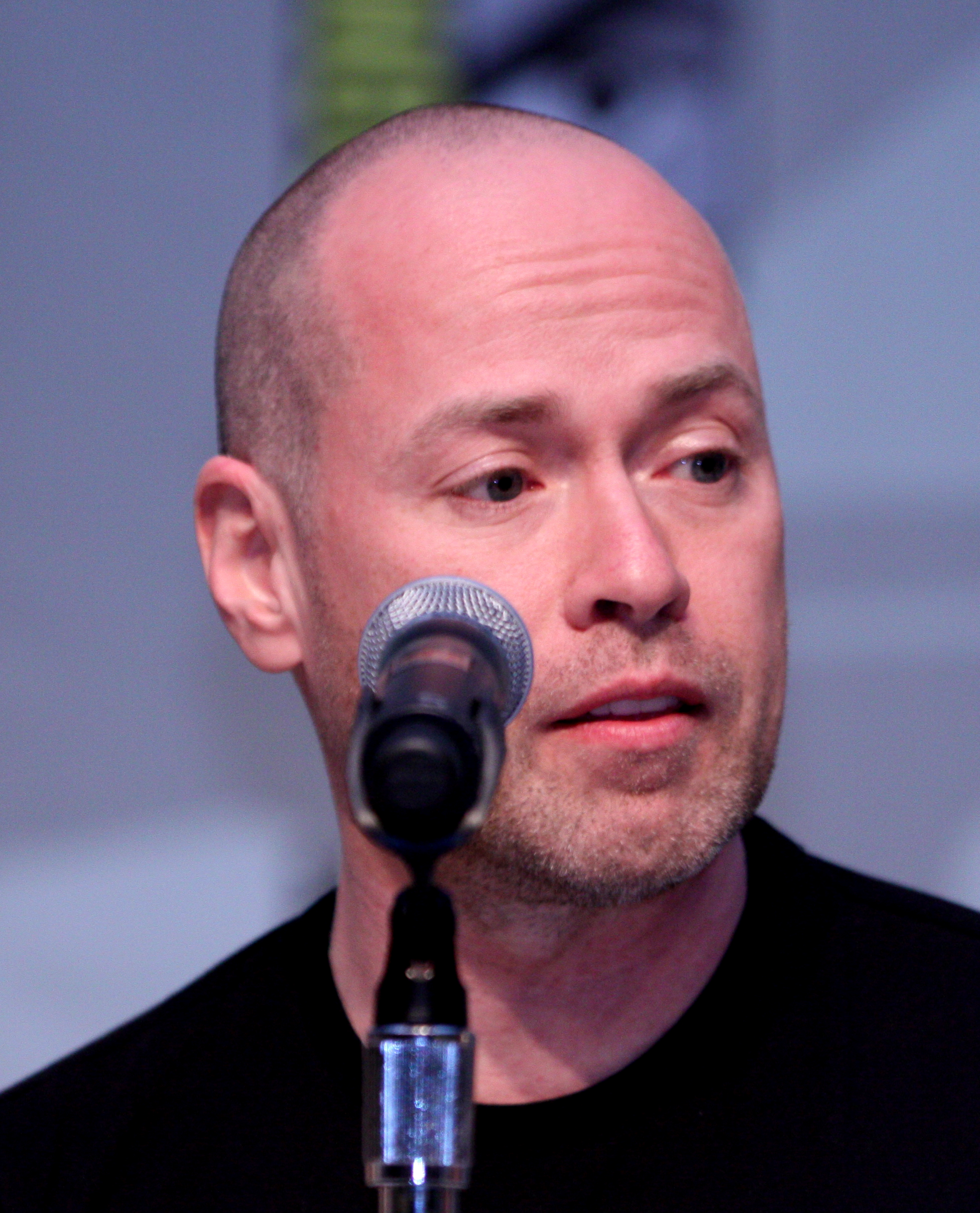
Steven S. DeKnight auf der San Diego Comic-Con im Juli 2010.

Steven S. DeKnight (* in Millville, New Jersey) ist ein US-amerikanischer Drehbuchautor, Fernsehproduzent und Fernsehregisseur. Am bekanntesten ist er für seine Arbeit an den Fernsehserien Smallville, Buffy – Im Bann der Dämonen und Angel – Jäger der Finsternis. Er arbeitete auch als beratender Produzent für die Fernsehserie Dollhouse von Joss Whedon. DeKnight ist der Schöpfer, Hauptautor und Co-Executive Producer der Starzserie Spartacus und ihrem Prequel, Spartacus: Gods of the Arena. 2018 erschien sein erster Spielfilm Pacific Rim: Uprising.

## Filmografie (Auswahl)
Als Produzent
- 2002–2004: Angel – Jäger der Finsternis (Angel, Fernsehserie, 44 Folgen)
- 2004–2007: Smallville (Fernsehserie, 66 Folgen)
- 2007: Viva Laughlin (Fernsehserie, 1 Folge)
- 2009: Dollhouse (Fernsehserie, 7 Folgen)
- 2010–2013: Spartacus (Fernsehserie)
- 2011: Spartacus: Gods of the Arena (Miniserie, 6 Folgen)

Als Drehbuchautor
- 2001: Undressed – Wer mit wem? (Undressed, Fernsehserie, 1 Folge)
- 2001–2002: Buffy – Im Bann der Dämonen (Buffy the Vampire Slayer, Fernsehserie, 5 Folgen)
- 2002–2004: Angel – Jäger der Finsternis (Angel, Fernsehserie, 12 Folgen)
- 2004–2007: Smallville (Fernsehserie, 15 Folgen)
- 2009: Dollhouse (Fernsehserie, 1 Folgen)
- 2010–2013: Spartacus (Fernsehserie)
- 2011: Spartacus: Gods of the Arena (Miniserie, 4 Folgen)
- 2015: Marvel’s Daredevil (Fernsehserie)
- 2018: Pacific Rim: Uprising (mit Emily Carmichael, Kira Snyder und T.S. Nowlin)

Als Regisseur
- 2003–2004: Angel – Jäger der Finsternis (Angel, Fernsehserie, 3 Folgen)
- 2005–2007: Smallville (Fernsehserie, 2 Folgen)
- 2009: Dollhouse (Fernsehserie, 1 Folge)
- 2015: Marvel’s Daredevil (Fernsehserie, 1 Folge)
- 2018: Pacific Rim: Uprising